# 伊藤純平
伊藤 純平（いとう じゅんぺい、1993年5月10日 ‐ ）は、日本の歌手、俳優。宮城県出身、血液型O型。サーブプロモーション所属。ダンス＆ボーカルユニット「BREAK THROUGH」（ブレイク☆スルー）のメンバー。

## 経歴
2005年、ドラマ『女王の教室』で石橋鉄矢役で子役としてデビュー。『野ブタ。をプロデュース』や『医龍-Team Medical Dragon-』にもゲスト出演
。  
2015年サンリオピューロランド関連の舞台『ちっちゃな英雄』に「西馬るい」名義で出演し、ブックス役を演じる
『ラズベリーボーイ3 Final』（2016年）、『ツキステ。TRI!スクールレボリューション 白ver.』（2017年）、『超体感ステージ キャプテン翼』（2017年）など、多数の舞台に出演。  
2019年9月、ユニット「BREAK THROUGH」としてシングル『Sexy Lady』でCDデビュー（オリコン総合デイリー3位）、2020年には『Wild Style』がオリコン総合デイリー2位にランクイン。

## 主な出演

### 舞台
- 『滝沢演舞城』（2008–2009年、新橋演舞場）忠信利平役[5]
- 『新春滝沢革命』（2009年、帝国劇場）[6]
- 『ちっちゃな英雄』（サンリオピューロランド）ブックス役（西馬るい名義）
- 『ラズベリーボーイ3 Final』（2016年）西山信輝役[7]
- 『ツキステ。TRI!スクールレボリューション 白ver.』（2017年）平沢健役[8]
- 『超体感ステージ キャプテン翼』（2017年）エル・シド・ピエール役[9]

### 映画
- 『起業士 天馬2』（2004年）天馬一大（幼少）役[10]
- 『お江戸のキャンディー2』（2017年）[11]

### テレビドラマ
- 『女王の教室』（2005年、日本テレビ）石橋鉄矢役（レギュラー）[12]
- 『野ブタ。をプロデュース』（2005年）第2話出演[13]
- 『医龍-Team Medical Dragon-』（2005年）第4話 稲垣大輔役[14]

## 音楽活動

### シングル（BREAK THROUGH）
- 『Sexy Lady』（2019年9月3日） – オリコン総合デイリー3位[15]
- 『Wild Style』（2020年3月3日） – オリコン総合デイリー2位[16]

### アルバム（BREAK THROUGH）
- 『gift』（2022年6月15日）[17]
- 『ANNIVERSARY』（2024年5月15日）[18]